# Тарентам (Пенсільванія)
Тарентам (англ. Tarentum) — місто (англ. borough) в США, в окрузі Аллегені штату Пенсільванія. Населення — 4352 особи (2020).

## Географія
Тарентам розташований за координатами 40°36′16″ пн. ш. 79°45′36″ зх. д. / 40.60444° пн. ш. 79.76000° зх. д. (40.604534, -79.759950).  За даними Бюро перепису населення США в 2010 році місто мало площу 3,60 км², з яких 3,17 км² — суходіл та 0,43 км² — водойми.

## Демографія
Згідно з переписом 2010 року, у селищі мешкало 4530 осіб у 2009 домогосподарствах у складі 1113 родин. Густота населення становила 1257 осіб/км².  Було 2417 помешкань (671/км²).
Расовий склад населення:
| - 91,9 % — білих - 5,1 % — чорних або афроамериканців - 0,5 % — азіатів - 0,3 % — корінних американців |

До двох чи більше рас належало 1,9 %. Частка іспаномовних становила 1,0 % від усіх жителів.
За віковим діапазоном населення розподілялося таким чином: 22,3 % — особи молодші 18 років, 63,6 % — особи у віці 18—64 років, 14,1 % — особи у віці 65 років та старші. Медіана віку мешканця становила 39,4 року. На 100 осіб жіночої статі у селищі припадало 92,0 чоловіків;  на 100 жінок у віці від 18 років та старших — 87,1 чоловіків також старших 18 років.
Середній дохід на одне домашнє господарство  становив 44 798 доларів США (медіана — 36 443), а середній дохід на одну сім'ю — 57 695 доларів (медіана — 50 735). Медіана доходів становила 39 213 долари для чоловіків та 31 270 доларів для жінок. За межею бідності перебувало 17,5 % осіб, у тому числі 23,4 % дітей у віці до 18 років та 15,3 % осіб у віці 65 років та старших.
Цивільне працевлаштоване населення становило 1998 осіб. Основні галузі зайнятості: освіта, охорона здоров'я та соціальна допомога — 28,7 %, виробництво — 15,9 %, роздрібна торгівля — 9,9 %, мистецтво, розваги та відпочинок — 8,2 %.